# Stir the Blood
Stir the Blood è il terzo album in studio del gruppo musicale rock statunitense The Bravery, pubblicato nel 2009.

## Tracce
1. Adored – 3:42
2. Song for Jacob – 3:23
3. Slow Poison – 3:31
4. Hatefuck – 2:55
5. I Am Your Skin – 3:01
6. She's So Bendable – 2:21
7. The Spectator – 3:50
8. I Have Seen the Future – 3:15
9. Red Hands and White Knuckles – 3:21
10. Jack-O'-Lantern Man – 2:50
11. Sugar Pill – 3:17

## Formazione
- Sam Endicott - voce, chitarra
- Michael Zakarin - chitarra, cori
- John Conway - tastiere, cori
- Mike Hindert - basso, cori
- Anthony Burulcich - batteria, cori